# Leucandra splendens
Leucandra splendens är en svampdjursart som beskrevs av Hozawa 1918. Leucandra splendens ingår i släktet Leucandra och familjen Grantiidae.
Artens utbredningsområde är havet kring Japan. Inga underarter finns listade i Catalogue of Life.